# Emi Koyama
Emi Koyama (née en 1975) est une activiste, artiste et chercheuse indépendante nippo-américaine.
Le travail de Koyama aborde les questions du féminisme, des droits des personnes trans, des droits des personnes intersexes, de la violence domestique et du travail du sexe, entre autres.
Koyama est surtout connue pour un essai paru en 2000, « Le manifeste transféministe », qui a été republié dans de nombreuses anthologies et revues d'études trans. Elle est la fondatrice de l'Intersex Initiative, le groupe de défense des droits intersexes.

## Activisme
En 2001, Koyama travaille en tant qu'assistante programmatrice pour l'Intersex Society of North America, avant de fonder son propre groupe de défense des droits intersexes, l'Intersex Initiative Portland (ipdx). L'organisation propose des cours, des ateliers et des conférencies pour discuter des problèmes sociaux, culturels et médicaux rencontrés par les personnes intersexes.

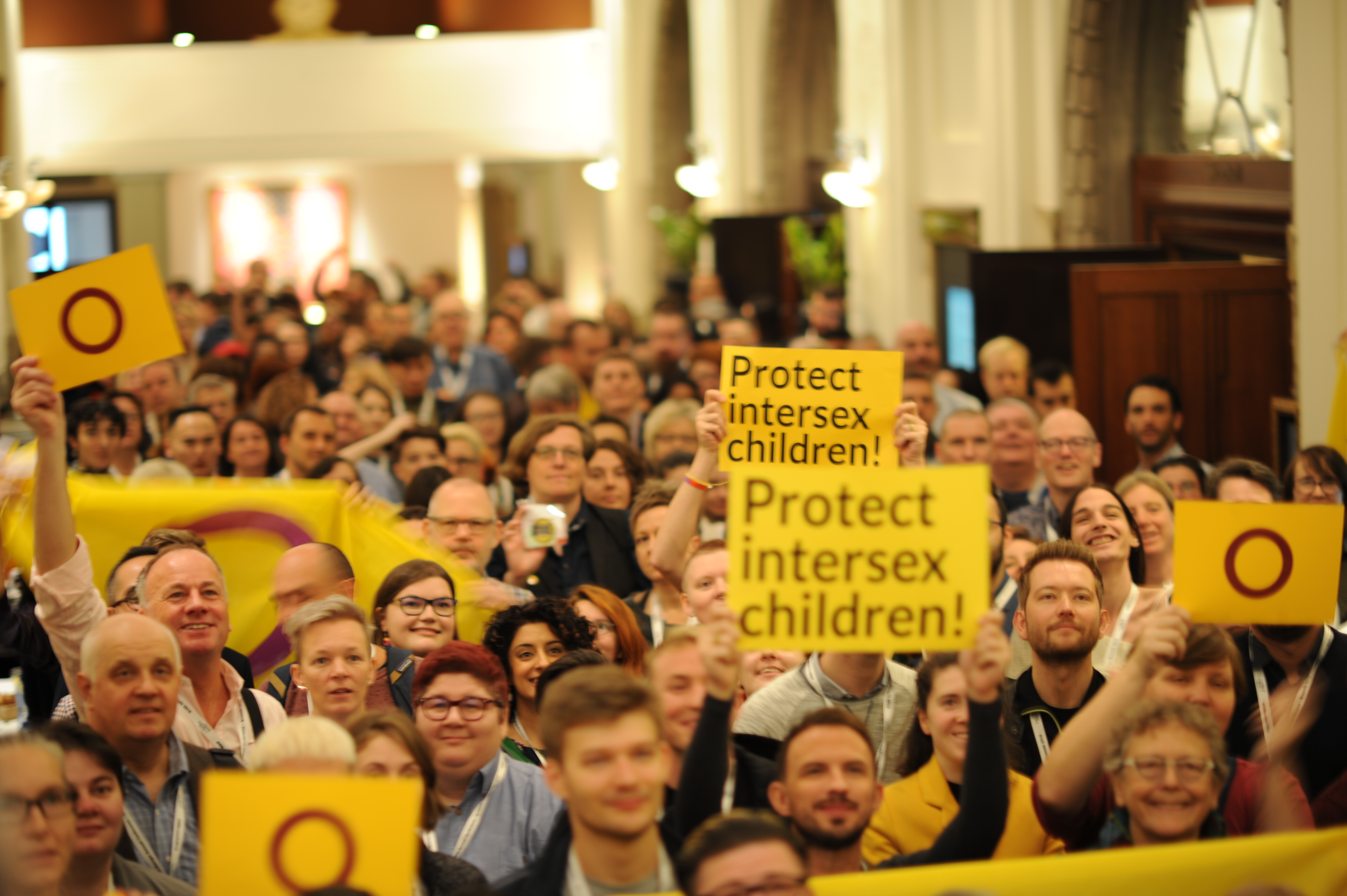
Journée de la visibilité intersexe à la conférence de lInternational Lesbian and Gay Association en 2018.

Koyama et sa collègue militante intersexe Betsy Driver ont également contribué à la création de la Journée de la visibilité intersexe en 2003, commémorant la première manifestation officielle de militants intersexués en Amérique du Nord,.
Koyama s'inscrit dans la troisième vague féministe et plus spécifiquement dans le mouvement transféministe. Son « Manifeste transféministe » (2000) est considéré l'une des premières utilisations du terme. Tel qu'elle le définit, le transféminisme est « un mouvement par et pour les femmes trans qui considèrent leur libération comme intrinsèquement liée à la libération de toutes les femmes et au-delà ». Avec Diana Courvant, membre du Survivor Project, Koyama a créé le site web transfeminism.org. Aujourd'hui disparu, le site web a été créé à l'origine pour promouvoir un projet d'anthologie du transféminisme, qui visait à créer la première anthologie centrée sur les perspectives intersexes et transféministes ; le site a finalement servi de forum pour les discussions transféministes dans le monde universitaire et l'activisme.
Koyama se bat pour la dépénalisation du travail du sexe. Elle est actuellement membre de la Coalition pour les droits et la sécurité des personnes travaillant dans le commerce du sexe située à Seattle,. Koyama était auparavant également membre du conseil d'administration du Survival Project, une organisation aujourd'hui disparue au service des survivants intersexes et transgenres d'abus sexuels et de violence domestique.

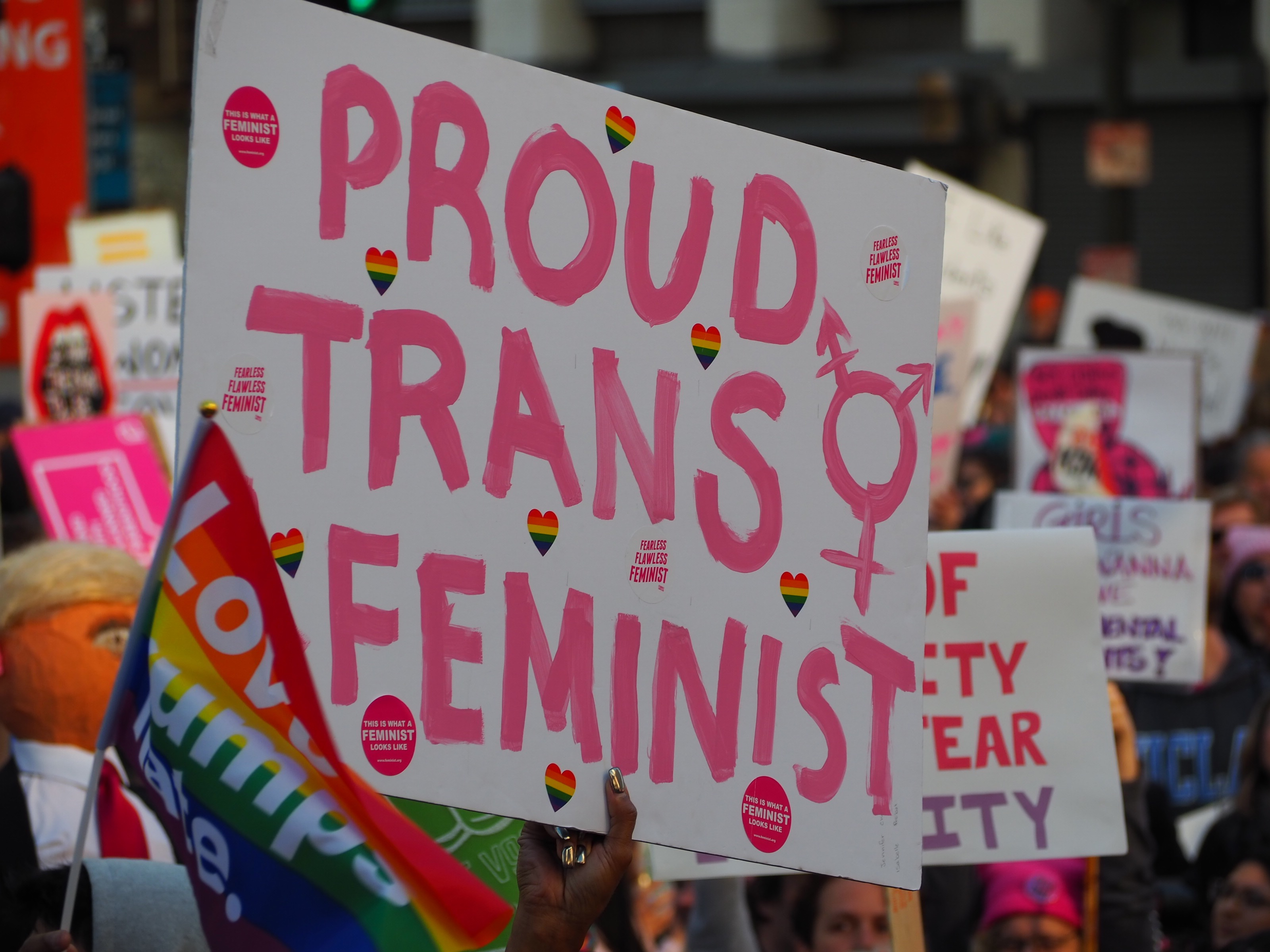
Marche féministe à Los Angeles en 2019.

En 2001, Koyama a contribué à la création du Third Wave Feminisms Interest Group [groupe d'intérêt sur les féminismes de la troisième vague] au sein de la National Women's Studies Association [NWSA, association ampéricaine pour les études féministes],. Le groupe visait à « faire avancer la discussion sur les féminismes de la troisième vague en éloignant l'attention de la politique générationnelle ou du groupe identitaire et en se concentrant sur les changements épistémologiques et ontologiques rendus possibles par l'adoption de l'étiquette  troisième vague ».
Koyama a régulièrement participé en tant que conférencière à la NWSA, et elle a également été particulièrement critique à l'égard de l'organisation. En 2008, elle a publié un article de blog intitulé « Ceci n'est pas un hommage à Audre Lorde », critiquant le traitement qui lui était réservé ainsi qu'à d'autres femmes racisées au cours de la conférence.Depuis 2000, Koyama s'est prononcé contre la politique tristement célèbre des « femmes nées femmes » au Michigan Womyn's Music Festival. Son article « À qui appartient le féminisme de toute façon ? Le racisme tacite dans le débat sur l'inclusion des personnes trans » a critiqué les organisateurs du festival pour une politique qui « essentialise, polarise et dichotomise les genres »,.
Koyama a également participé à une table ronde en 2002 publiée dans le magazine Bitch axée sur le festival, écrivant que « les espaces réservés aux femmes ne sont pas aussi sûrs ou gratuits qu'ils croient l'être… ils regorgent du même vieux racisme, de classisme, de capacitisme et même d'un sexisme intériorisé exercé par les femmes contre d'autres femmes. » Koyama a plutôt plaidé pour une politique de l'ambiguïté où l'expression « réservée aux femmes » n'institue ni n'impose une définition spécifique des femmes. Le blog eminism.org de Koyama présente une archive qui résume le débat et compile les documents historiques liés au festival.

## Vie privée
Koyama réside à Portland, Oregon avec ses deux chiens,. Elle écrit sur les questions de justice sociale sur son blog, eminism.org, et possède une boutique en ligne où elle vend des boutons, des zines et des vêtements conçus par elle-même et par d'autres militantes.
Dans une interview accordée à Source Weekly en 2014, Koyama se décrit comme ayant été une « adolescente fugueuse ». À l'âge adulte, parallèlement à son parcours militant, elle s'est engagée dans le travail du sexe.
Koyama utilise les pronoms she/her (elle), mais ne s'identifie à aucun genre particulier, déclarant sur son blog qu'elle « pense qu'avoir une identité, en particulier une identité de genre, est un peu bizarre : la façon dont une personne se perçoit dépend des relations et des interactions humaines qui l'entourent, plutôt que de découler d'un sentiment intrinsèque de soi. »
Koyama est bilingue et publie des articles en anglais et en japonais.